# Macrochilo
Macrochilo là một chi bướm đêm thuộc họ Erebidae.

## Các loài
- Macrochilo absorptalis Walker, 1859
- Macrochilo bivittata Grote, 1877
- Macrochilo cribrumalis - Dotted Fan-Foot Hübner, 1793
- Macrochilo hypocritalis Ferguson, 1982
- Macrochilo litophora Grote, 1873
- Macrochilo louisiana Forbes, 1922
- Macrochilo morbidalis Guenée, 1854
- Macrochilo orciferalis Walker, 1859
- Macrochilo petrealis Grote, 1880
- Macrochilo santerivalis Ferguson, 1982